# 京滋ダービー
京滋ダービー（けいじダービー）とは、京滋（京都府および滋賀県）に拠点を置くスポーツクラブの試合の事をあらわす用語である。以下の使用事例が確認できる。
滋賀県側では逆にして「滋京ダービー」と呼ばれることもある。
- バスケットボール - いずれもジャパン・プロフェッショナル・バスケットボールリーグ（Bリーグ）に加盟する京都ハンナリーズと滋賀レイクスターズの対戦について、京都放送（KBS京都）[1] や京都新聞[2]、東京スポーツ[3] が「京滋ダービー」の呼称を用いて報じた。
- サッカー - いずれも日本フットボールリーグ（JFL）に所属する佐川印刷京都SCとMIOびわこ滋賀の対戦について、京都新聞[4] が「京滋ダービー」の呼称を用いて報じた。